# Franz Josef Zlatnik
Franz Josef Zlatnik (* 20. November 1871 in Wien; † 8. März 1933 ebenda) war ein österreichischer Schriftsteller.

## Leben und Werk
Franz Josef Zlatnik schrieb Gedichte, Skizzen und Novellen. Themen seiner oft melancholischen Lyrik sind die Natur, das Vaterland und die Mutterliebe. 
Er war Mitarbeiter von Zeitungen wie der Reichspost, der österreichischen Frauenzeitung, aber er schrieb auch für Zeitschriften wie Frauen-Werke (gegr. 1894), der Dichterstimmen der Gegenwart (gegr. 1897) sowie von Lyrik und Dichter und Künstlerbuch. Seine Gedichte wurden ebenso in der Literaturzeitschrift Programmatische Äußerung veröffentlicht. Rainer Maria Rilke nennt dessen Gedichte als Beispiel der Subjektivierung der Lyrik.

## Werke (Auswahl)
Lyrik
- Schattenblumen und Sonnenstäubchen. Ausgewählte Gedichte. Kühkopf, Korneuburg 1907.
- Sonnenhöhen und Dämmertiefen. Ausgewählte Gedichte. Weber, Baden-Baden 1909.
- Neue Lieder. Ausgewählte Gedichte. Weber, Baden-Baden 1912.
- Seelenklänge. Neue Gedichte. Kirsch, Wien 1918.
- Flut und Ebbe. Neue Gedichte. Selbstverlag, Wien 1915.
- Wetterschlag und Sonnenblick. Neue Gedichte. Kirsch, Wien 1915.

Prosa
- Träume des Lebens. Skizzen; nebst einem Anhang „Räthsel und Charade“.
- Den Höhen zu. Ausgewählte Dichtungen. Fuchs-Verlag, Wien 1930 (Vorwort von Johannes Schlaf)